# هیوندای ایکسنت
هیوندای ایکسنت (به انگلیسی: Hyundai Xcent) یکی از محصولات کمپانی کره ای هیوندای موتورز است که بر اساس هیوندای گرند آی۱۰ ساخته شده و در بعضی از بازارها با نام هیوندای گرند آی۱۰ سدان (به انگلیسی: Hyundai Grand i10 Sedan) عرضه می‌شود. این خودرو در کارخانه هیوندای موتور هند واقع در شهر چنای تولید می‌شود.

## نگارخانه

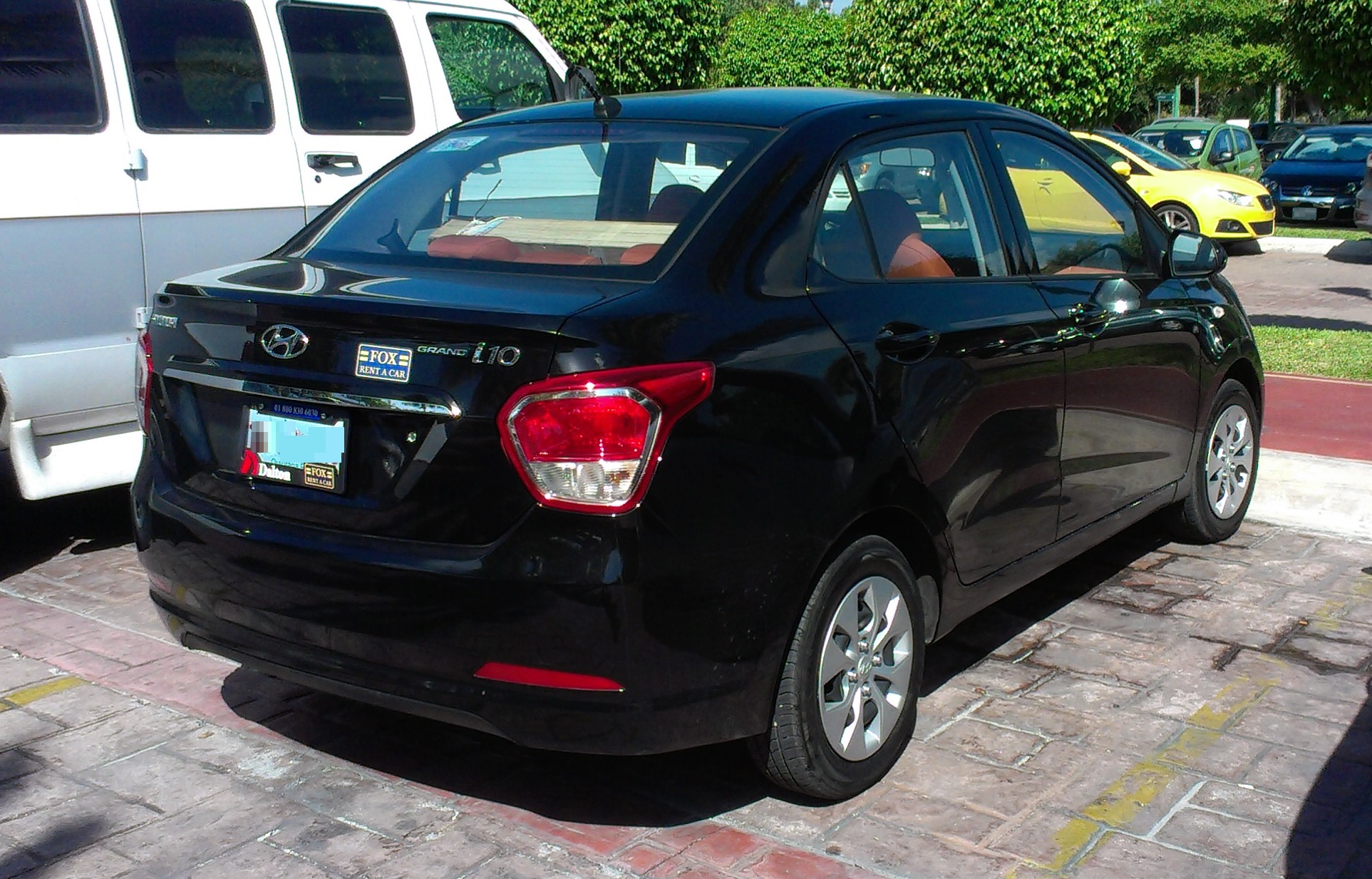
هیوندای گرند آی۱۰ سدان (مکزیک، نمای عقب)